# Рондо, Мариано
Мариано Рондо (ок. 1780 — 8 сентября 1834) — лонко (касик) племени Бороано, части народа мапуче в Чили, проживавшей между реками Каутин и Тольтен, который бежал из своей страны в Аргентину, где он стал самым могущественным лидером коренного народа провинции Буэнос-Айрес.

## Биография
Родился в 1780-х годах в Бороа в Чили. Участвовал в Чилийской войне за независимость. В битве при Майпу в 1818 году Мариано сражался на стороне роялистов вместе со своими братьями Каниулланом, Алоном и Гуайкилем. В начале 1820 года он принимал участие в борьбе с чилийскими патриотами, но в конце концов решил отказаться от войны и бежать в провинцию Рио-де-ла-Плата, поселившись в Гуамини.
Неизвестно, участвовал ли он в набеге на город Сальто, организованном Хосе Мигелем Каррерой в декабре 1820 года, но утверждается, что после его завершения он двинулся на юго-запад провинции, чтобы перегруппироваться именно в Гуамини. Однако другие источники утверждают, что это было далеко оттуда, в лагуне Хуанчо, в нынешнем районе Хенераль-Мадарьяга. Он не сопровождал Карреру в его последней кампании, во время которой тот опустошил провинции Кордова и Сан-Луис и в итоге был расстрелян в Мендосе.
В последующие годы бороано поддерживали мир с правительством Буэнос-Айреса . Большая группа патриотически настроенных коренных жителей покинула Чили и под руководством лейтенанта Хуана де Диоса Монтеро в марте 1825 года напала на бороано в Салинас-Грандес. Бороано просили защиты у губернатора провинции Буэнос-Айрес, и в 1824 году они подписали с ним договор, на котором, среди прочего, стоит подпись Мариано Рондо. Он также принимал участие в работе еще двух парламентов: в Баия-Бланке и в округе Эпекуэн.
Несмотря на мирные договоры, правительство послало Федерико Рауха, который 26 декабря 1826 года атаковал лагеря Бороано с более чем тысячей человек. Его целью было преследовать братьев Пинчейра, но поскольку они были очень далеко, он напал на индейцев, которые были ближе.
В ответ многие из бороано перешли под командование братьев Пинчейра, среди них были вожди Алон, Каниуллан, Мариано Рондо и Каньюкир. Отряды Пинчейра продолжало свои атаки на юге провинции Мендоса, в то время как Рондо и другие бороано атаковали Баия-Бланка и Кармен-де-Патагонес, а также объединились с племенем Ранкелес в серии атак на провинции Сан-Луис и Мендоса. Оттуда они направились в Мендосу, где столкнулись с генералом Хосе Феликсом Альдао, а также с другими вождями бороано, такими как Некульман, Колето и Мулато (последний был дядей Рондо). 11 июня 1830 года все они приняли делегацию федеральных лидеров Мендосы во главе со свергнутым губернатором Хуаном Реге Корваланом в его лагере в Чакае, департамент Маларгуэ. Без предупреждения индейцы убили всех, кроме одного, которому удалось сбежать.
Позднее Мариано Рондо объединился с Луисом Виделой, который недолгое время был губернатором провинции Сан-Луис, и вместе они напали на эту провинцию и на провинцию Кордова. Уже покинув братьев Пинчейра, они изгнали вождя Ториано, союзника последнего, в сторону Кордильер. Но этим актом они дали понять, где находятся, и будущий президент Мануэль Бульнес в свою очередь напал на них, разогнав их и захватив весь их скот в октябре 1831 года.
Поэтому Рондо вернулся в Гуамини, где жил спокойно и принимал пайки, которые губернатор Хуан Мануэль де Росас обычно распределял среди «дружелюбных индейцев». Взамен он должен был нести военную службу, когда его призовут. Зимой 1832 года он опустошил несколько племен, недавно прибывших из Чили, а позднее в том же году они разгромили и выдали ему Ториано, который был расстрелян в Баия-Бланке.
Во время похода губернатора Буэнос-Айреса Хуана Мануэля де Росаса в пустыню люди Рондо были использованы для нападения на вождя племени Ранкель Янкетруса, в то время как сам Рондо оставался заложником. Экспедиция не дала никаких результатов.
Между концом 1833 года и январем 1834 года произошло несколько столкновений между бороано и Хуаном Мануэлем де Росасом: последний требовал возвращения всех пленников, но когда они приехали к нему в Буэнос-Айрес, он их не принял, а полковник Мануэль Корвалан, его адъютант, обращался с ними очень грубо. Более того, они отказались продолжать атаковать Ранкелес, поскольку в случае контратаки их никто не защитит.
В феврале 1834 года пришло известие, что две тысячи арауканцев пересекли Анды и движутся на юг, в провинцию Буэнос-Айрес. Никто точно не знал, кто они и зачем пришли. Позднее стало известно, что ими командовал вождь по имени Кальфукура, который представился Мариано Рондо как торговец.
Но 8 сентября 1834 года тысяча индейцев под командованием Чеукеты, Намункуры и его отца Кальфукуры силой вошла в деревню вождей Мариано Рондо и Мелина в Масалье, водопое рядом с Салинас-Грандес, и убила обоих вождей. Каждый индеец с копьем, пытавшийся оказать сопротивление, был также убит; они забрали всех сдавшихся индейцев и весь «сброд», который им попадался, уничтожив и сжег все, что они не смогли взять с собой. Планировалось убить и других вождей бороано, но им удалось бежать: Каниуллан укрылся в форте Крус-де-Герра (район Вейнтисинко-де-Майо), а Каньюкир спрятался в ручье Пескадо, притоке Лагуны-дель-Монте.
Нет уверенности в том, почему произошло это нападение: по одной из версий, сам Мариано Рондо призвал Кальфукуру помочь ему против Ранкелеса или, возможно, против губернатора Хуана Мануэля де Росаса. Однако, прибыв на место назначения после более чем месяца пеших переходов, он обнаружил, что его там не принимают. Другая версия приписывает все событие амбициям Кальфукуры. Третья версия предполагает, что именно Росас призвал арауканцев из фракции Уильиче покончить с конфедерацией Бороано: если они не могли принести ему никакой пользы в нанесении вреда Ранкелес, им лучше было бы исчезнуть. Наконец, четвертая версия предполагает, что его единственным намерением было отомстить за вождя Ториано.
Бороано продолжали существовать еще некоторое время. Самой многочисленной группой была группа из Гуамини под командованием Каньюкира, но и она была уничтожена в 1838 году. К началу 1840-х годов почти все выжившие бороано объединились в другие фракции. Со своей стороны, в течение следующих пяти лет Кальфукура включил в свои владения значительную часть коренных народов юга провинции Буэнос-Айрес и нынешней провинции Ла-Пампы, оставив за пределами своей «империи пампасов» только дружелюбных индейцев, защищаемых войсками провинции Буэнос-Айрес, и ранкелесов севера центральной Пампы.